# 斐乃上温泉
斐乃上温泉（ひのかみおんせん）は、島根県仁多郡奥出雲町（旧国出雲国）にある温泉。

## 泉質
- アルカリ性単純温泉
  - 源泉温度26℃
  - 湧出量毎分800リットル
  - 源泉数 : 3本

肌に対する効能があるとされ、その泉質は藤田聡によって「日本三大美肌の湯」に選ばれている（残り2つは喜連川温泉、嬉野温泉）。

## 温泉街
船通山の山麓に旅館、民宿がそれぞれ1軒存在する。
- 斐乃上荘
- 民宿たなべ

## 歴史
源泉の開発は、横田町によって昭和60年代に実施された。その際に3本の源泉が開発された。

## アクセス
- 鉄道 : 木次線出雲横田駅より奥出雲交通バスで約20分。